# 19 Lotnicza Eskadra Holownicza

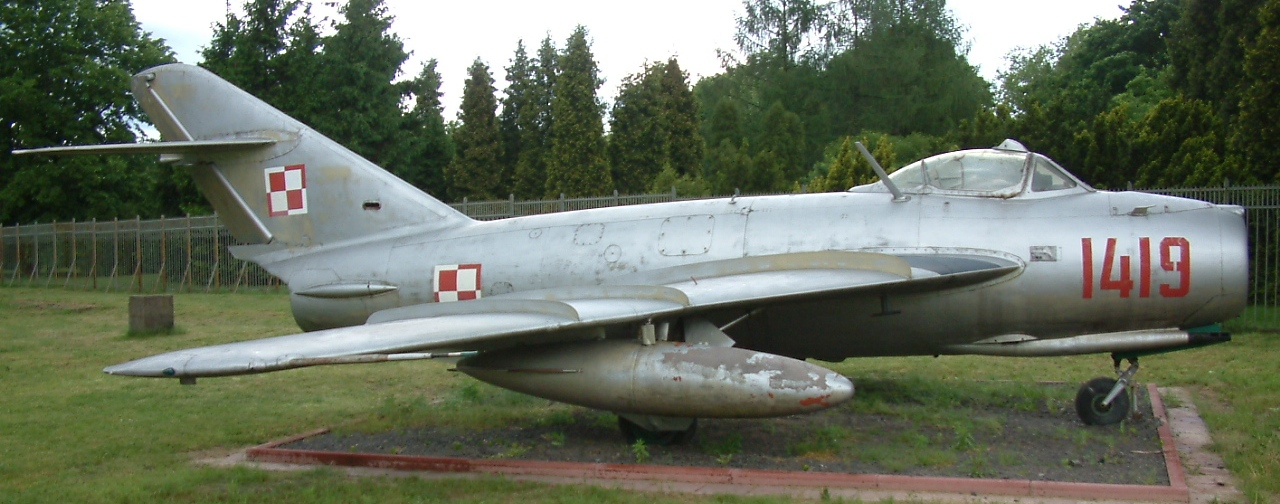
Lim-5

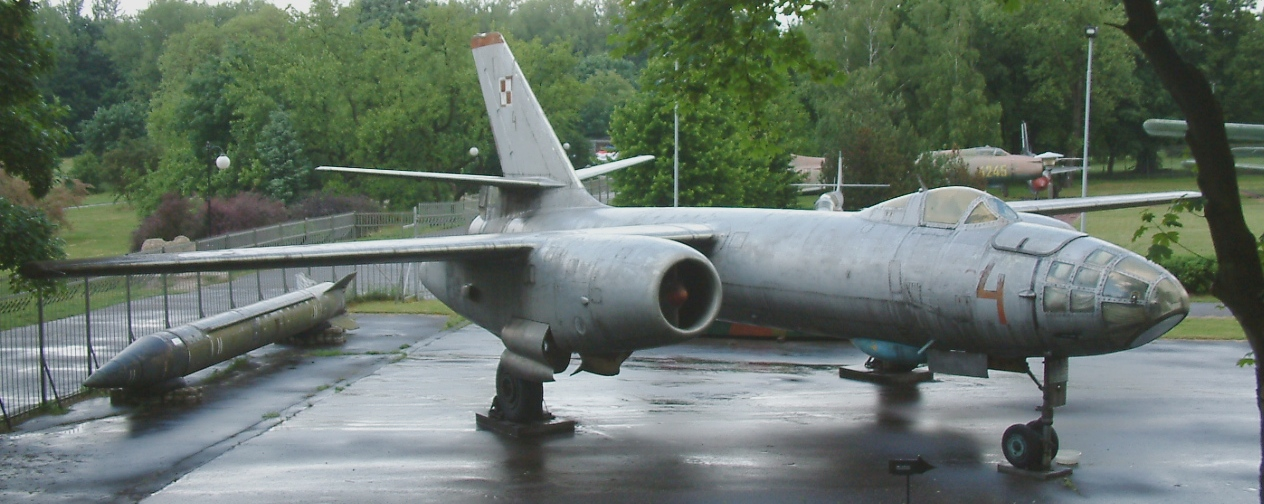
Ił-28

19 Lotnicza Eskadra Holownicza – pododdział Wojsk Lotniczych i Obrony Powietrznej.

## Formowanie i zmiany organizacyjne
Eskadra została sformowana na lotnisku w Świdwinie w sierpniu 1954 roku na bazie klucza holowniczego. Etat eskadry nr 6/208 przewidywał 105 żołnierzy i 1 pracownika kontraktowego.
Gotowość bojową osiągnęła 21 października 1954. Od 1956 roku stacjonowała w Słupsku.
W 1958 roku, eskadra została przeformowana na etat nr 6/334. Nowy etat przewidywał 136 żołnierzy i 1 pracownika kontraktowego.
Na wyposażeniu posiadała samoloty:Pe-2, Tu-2, Po-2, Ił-12, Ił-14, Li-2, TS-8 Bies, Jak-12, Lim-1,  Lim-2, Lim-5, Ił-28, SIł-28 i Jak-40, TS-11 Iskra. Wykonywała zadania dla potrzeb artylerii przeciwlotniczej, lotnictwa myśliwskiego a także usługi transportowe, zabezpieczała też strzelania powietrzne i nawodne Marynarki Wojennej.
Rozformowana 31 marca 1999 roku.

## Odznaka pamiątkowa
Odznaka o wymiarach 43x43 mm, nawiązuje do emblematu Polskiego Zespołu Myśliwskiego walczącego od marca do maja 1943 roku w Afryce Północnej. Stanowi ja obramowany pozłacanym paskiem i wypełniony białą, emalią krzyż utworzony z kwadratu po wycięciu półkoli w środkach jego boków. Na górnym jego ramieniu biało-czerwona szachownica, na dolnym - trzy niebieskie pasy symbolizujące morze. Na ramionach poziomych czerwony napis w złotym obrysie "19 LEH". Na krzyż nałożony jest srebrzysty lądujący rybołów, symbol lotniczego kunsztu i specyfiki wykonywanych przez eskadrę zadań.

## Dowódcy eskadry
Wykaz dowódców eskadry podano za: Józef Zieliński [red.]: Polskie lotnictwo wojskowe 1945-2010. s. 184.
- por. pil. Marian Niewczas
- mjr pil. Ryszard Zismandarski
- mjr pil. Zdzisław Strejlau (1959 - 1962)
- ppłk pil. Wojciech Stasiak (1962 - 1978)
- ppłk pil. Piotr Zatwarnicki (1979 - 1987)
- mjr pil. Henryk Gojlik (1987 - 1994)
- kpt. pil. Piotr Łukaszewicz (1996 - 1999)